# Ротт, Ганс
Ганс Ротт (нем. Hans Rott; 1 августа 1858, Вена — 25 июня 1884, Вена) — австрийский композитор, ученик Антона Брукнера.

## Биография
Ганс Ротт был сыном известного в своё время венского актёра Карла Матиаса Ротта, который в 1874 году, в результате несчастного случая, оказался вынужден покинуть сцену и в 1876-м умер. Ещё раньше, в 1872 году, Ротт лишился матери. Учился в Венской консерватории вместе с Густавом Малером, с которым Ротта связывала дружба (некоторое время они даже делили комнату). Педагогами Ротта были, в частности, Франц Кренн (композиция) и Йозеф Дакс (фортепиано), однако в наибольшей степени Ротт был обязан Антону Брукнеру, у которого занимался в органном классе. Брукнер был единственным из старших музыкантов, кто высоко ценил дарование Ротта как композитора, органиста (особенно в баховском репертуаре) и импровизатора. На Ротта оказала также влияние музыка Рихарда Вагнера, в 1876 году он посетил первый Байрёйтский фестиваль.
В 1876—1878 годах Ротт служил органистом в венской церкви ордена пиаристов «Мария Трой», одновременно работая над своей первой симфонией. Итог своей работы он показал Иоганнесу Брамсу и Хансу Рихтеру, которые решительно отвергли новое сочинение. Полное отсутствие признания надломило психику Ротта. В 1880 году он отбыл из Вены, получив должность руководителя хора в Мюлузе, однако в дороге стал угрожать револьвером закурившему сигару попутчику, объясняя, что Брамс подложил в вагон поезда динамит. Ротту пришлось вернуться в Вену, где он был помещён в психиатрическую лечебницу, в которой и умер спустя четыре года от туберкулёза. Его поздние сочинения не сохранились, поскольку он уничтожал их почти сразу после написания.

## Творчество
По словам Густава Малера (в письме 1900 года к Наталии Бауэр-Лехнер), «невозможно переоценить, как много потеряла в нём музыка. Его гений достигает таких высот даже в первой симфонии, написанной в 20 лет и делающей его, без преувеличения, основоположником новой симфонии, как я её понимаю».
Оставшиеся от Ротта сочинения пролежали в архивах около столетия, пока в конце 1970-х годов ими не заинтересовался изучавший творчество Малера музыковед Пол Бэнкс. В 1979 году он опубликовал о Ротте первую статью. В 1989 году, спустя 105 лет после смерти композитора, Симфония ми мажор Ротта была впервые исполнена Симфоническим оркестром Цинциннати под управлением Герхарда Самуэля. В дальнейшем это сочинение исполняли и записывали Симфонический оркестр Венского радио с Деннисом Расселлом Дэвисом, Норрчёпингский симфонический оркестр с Лейфом Сегерстамом, Philharmonia Hungarica с Кристофом Кампестрини, Симфонический оркестр Мюнхенского радио с Себастьяном Вайгле и ряд других коллективов. Исполнены и записаны были также увертюра «Юлий Цезарь», Пасторальная увертюра (Пасторальный прелюд), симфония для струнного оркестра, струнный квартет.
«Недостающим звеном между Брукнером и Малером» назвал Ротта современный специалист, а другой музыкальный критик отмечает: «Трудно представить, куда ещё мог бы привести нас Ганс Ротт, проживи он достаточно, чтобы совершить свой путь».